# راهنمای رژیم‌های غذایی
راهنمای رژیم‌های غذائی: تغذیه در بیماری‌ها کتابی از ناهید ایران‌فر و سیمین بلورچی واقفی است که در سال ۱۳۵۲ منتشر و برندهٔ جایزه کتاب سال سلطنتی شد.